# Guillaume Turpin de Crissé
Pour les autres membres de la famille, voir Famille Turpin de Crissé.
Guillaume Turpin de Crissé ( - 31 janvier 1371), est un prélat français, évêque d'Angers de 1358 à 1371.

## Sources